# Тын (Новосибирская область)
Тын — железнодорожная станция (тип населённого пункта) в Болотнинском районе Новосибирской области России. Входит в Дивинский сельсовет.

## Топоним
До 2017 года официальное название — Остановочная Платформа Тын, позже изменено, как и у других НП, областным законом (исключены слова «остановочная платформа»).

## География
Площадь населённого пункта — 3 гектара.

## Население
| 2002 | 2007 | 2010 |
| ---- | ---- | ---- |
| 22   | ↗23  | ↘14  |

## Инфраструктура
В населённом пункте по данным на 2007 год отсутствует социальная инфраструктура.

## Транспорт
Действует остановочная платформа Тын.